# Віллі «Біг Айз» Сміт
Ві́ллі «Біг Айз» Сміт (англ. Willie "Big Eyes" Smith), справжнє ім'я Ві́ллі Лі Сміт (англ. Willie Lee Smith; 19 січня 1936, Гелена, Арканзас — 16 вересня 2011, Чикаго, Іллінойс) — американський блюзовий музикант (ударні, губна гармоніка), співак, автор пісень. Відомий як учасник гурту Мадді Вотерса.
Лауреат премії «Ґреммі» (2011) за найкращий традиційний блюз-альбом за Joined at the Hip (разом з Пайнтопом Перкінсом).

## Біографія
Віллі Лі Сміт народився 19 січня 1936 року в Гелені (округ Філліпс), штат Арканзас. Виховували хлопчика дідусь і бабуся, які були здольниками; у дитинстві його сусідами були такі музиканти, як Роберт Найтгок і Пайнтоп Перкінс. У 17 років поїхав до Чикаго, аби відвідати свою матір, і більше ніколи не повертався додому; там Сміт самостійно навчився грати на губній гармоніці і барабанах, сформував блюзове тріо з губним гармоністом Кліфтоном Джеймсом і гітаристом Боббі Лі Бернсом.
Після того, як одружився у 1955 році зі своює першою дружиною, Сміт вирішив завершити музичну кар'єру, однак вже через рік він повернувся і акомпанував Артуру «Біг Бой» Спайрсу; після незначних спроб створити власний гурт, перейшов на барабани, приєднавшись до тріо Гадсона Шауера Red Devil Trio. 1961 року приєднався до гурту Мадді Вотерса, в якому залишався аж до 1980 року, коли став співзасновником гурту Legendary Blues Band. Його перший запис як соліста, Bag Full of Blues, не випускався до 1995 року; через чотири роки за ним вийшов Nothin' But the Blues Y'all і Blues from the Heart, який був виданий наприкінці 2000 року. Альбом Bluesin' It вийшов у 2004 році на лейблі Electro-Fi, а Way Back вийшов у 2006 році на Hightone Records. 2011 року за альбом Joined at the Hip (записаний разом з Пайнтопом Перкінсом) був відзначений премії «Ґреммі» в категорії «Найкращий традиційний блюзовий альбом». Також є володарем 13-ти нагород «Blues Music Awards».
Помер 16 вересня 2011 року від інсульту у 75 років в медичному центрі Чиказького університету в Чикаго (Іллінойс). Похований на кладовищі Рествейл в Алсіпі (Іллінойс) поблизу Чикаго.

## Дискографія
- Bag Full of Blues (Blind Pig, 1995)
- Nothin' But The Blues Y'all (Juke Joint, 1999)
- Blues from the Heart (Juke Joint, 2000)
- Bluesin' It (Electro-Fi, 2004)
- Way Back (Hightone, 2006)
- Born in Arkansas (Big Eyes Records, 2008)
- Joined at the Hip (Telarc, 2010) з Пайнтопом Перкінсом
- Live Blues Protected by Smith & Wilson (Blue Storm, 2012) з Роджером Вілсоном